# وارطان داوتیان
وارطان داوتیان ( زادهٔ ۲۹ اوت ۱۹۸۶) وزنه‌بردار مرد اهل ارمنستان است که در مسابقات قهرمانی وزنه‌برداری زیر ۲۳ سال اروپا و یونیورسیاد تابستانی در مجموع برندهٔ ۲ مدال نقره شده است.

## نتایج مهم
| سال                                         | مکان                 | وزن                 | یک ضرب (ک‌گ)         | یک ضرب (ک‌گ)         | یک ضرب (ک‌گ)         | یک ضرب (ک‌گ)         | یک ضرب (ک‌گ)         | دوضرب (ک‌گ)          | دوضرب (ک‌گ)          | دوضرب (ک‌گ)          | دوضرب (ک‌گ)          | دوضرب (ک‌گ)          | مجموع               | رتبه                |
| سال                                         | مکان                 | وزن                 | ۱                   | ۲                   | ۳                   | نتیجه               | رتبه                | ۱                   | ۲                   | ۳                   | نتیجه               | رتبه                | مجموع               | رتبه                |
| یونیورسیاد تابستانی                         | یونیورسیاد تابستانی  | یونیورسیاد تابستانی | یونیورسیاد تابستانی | یونیورسیاد تابستانی | یونیورسیاد تابستانی | یونیورسیاد تابستانی | یونیورسیاد تابستانی | یونیورسیاد تابستانی | یونیورسیاد تابستانی | یونیورسیاد تابستانی | یونیورسیاد تابستانی | یونیورسیاد تابستانی | یونیورسیاد تابستانی | یونیورسیاد تابستانی |
| ------------------------------------------- | -------------------- | ------------------- | ------------------- | ------------------- | ------------------- | ------------------- | ------------------- | ------------------- | ------------------- | ------------------- | ------------------- | ------------------- | ------------------- | ------------------- |
| ۲۰۱۳                                        | کازان، روسیه         | ۹۴ ک‌گ               | ۱۶۰                 | ۱۶۵                 | ۱۷۰                 | ۱۶۵                 | ۵                   | ۱۹۶                 | ۲۰۲                 | ۲۰۲                 | -                   | -                   | '                   |                     |
| ۲۰۱۲                                        | ایلات، اسرائیل       | ۹۴ ک‌گ               | ۱۶۰                 | ۱۶۵                 | ۱۷۰                 | ۱۶۵                 | ۴                   | ۲۰۱                 | ۲۰۷                 | ۲۱۲                 | ۲۱۲                 | ۲                   | ۳۷۷                 | 2                   |
| ۲۰۱۱                                        | شنژن، چین            | ۹۴ ک‌گ               | ۱۶۵                 | ۱۷۰                 | ۱۷۰                 | ۱۶۵                 | ۷                   | ۱۹۶۰                | ۱۹۶                 | ۱۹۶                 | -                   | -                   | '                   |                     |
| مسابقات قهرمانی وزنه‌برداری زیر ۲۳ سال اروپا |                      |                     |                     |                     |                     |                     |                     |                     |                     |                     |                     |                     |                     |                     |
| ۲۰۰۹                                        | ووادیسواوووو، لهستان | ۹۴ ک‌گ               | ۱۵۵                 | ۱۵۵                 | ۱۶۰                 | ۱۶۰                 | ۲                   | ۱۹۳                 | ۱۹۹                 | ۲۰۲                 | ۱۹۹                 | ۱                   | ۳۵۹                 | 2                   |